# Дикі пальми
Дикі пальми (англ. Wild Palms) — американський мінісеріал 1993 року.

## Сюжет
Продовження відомого фантастичного серіалу, знятого під керівництвом провідного американського кіномитця О. Стоуна. Дія, як і в попередніх частинах, відбувається у 2007 році в Лос-Анджелесі. Потужна корпорація, яка виробляє записи віртуальної реальності, що передають усю повноту почуттів тому, хто їх продивляється, продовжує свої зловісні дії для захоплення світу. Голова корпорації (Р. Лоджа) мріє стати новим богом і повністю контролювати людство. Головний герой (Д. Белуші) сміливо продовжує боротьбу з головою, не підозрюючи, що не його власний батько… Незважаючи на перевантаження сюжету, стрічка виділяється серед пересічної американської телепродукції завдяки запрошенню відомих режисерів та великої кількості «зірок».